# Plaça de l'Església (Santa Coloma de Queralt)
La Plaça de l'Església és una plaça pública del municipi de Santa Coloma de Queralt inclosa en l'Inventari del Patrimoni Arquitectònic de Catalunya.

## Descripció
Emplaçament de l'església parroquial de Santa Coloma de Queralt. És un bell conjunt porticat, originàriament del segle xiv que no presenta grans modificacions. Damunt dels pòrtics actualment hi ha habitatges unifamiliars. Afronta amb el carrer major, el carrer Portal d'en Roca, el carrer de Santa Caterina, i l'antic barri jueu a través d'una raconada porticada documentada a Móra del Vall, i del portal de Sant Antoni.
En el n.12 s'hi ubica la casa senyorial "Ca la Senyora", del segle xviii, que havia estat propietat dels comtes de Pomés. Consta d'un soterrani i tres plantes. El pis superior hi havia una gran galeria correguda d'arcs carpanells, sostinguda per pilastres octagonals. A hores d'ara, l'edifici es troba en un estat de conservació molt deficient.

## Denominacions
Des de la constitució de Santa Coloma ha estat denominada de diferents maneres. Fins al 1575 es troba documentada com a plaça de l'Om. A partir de 1617 ja consta com a plaça de l'Església, denominació que perdurarà fins als primers mesos de la Segona República Espanyola, quan és rebatejada com a plaça de Francesc Layret. Amb la victòria de les tropes franquistes, va retornar a anomenar-se plaça de l'Església

## Història
L'any 1962 s'hi van trobar fosses comunes de l'antiga església romànica de Santa Coloma. El 1384 el Senyor de la vila, Dalmau Queralt, dona permís a Pere de Girona (espaser) per fer una peixateria a la paret de l'església, que restarà operativa com a mínim fins a mitjans del segle xix. En algun moment entre 1617 i 1855, les autoritats municipals en van adquirir la propietat.
Vers 1378, segons documenta Joan Segura, hi havia cinc taules destinades a la venda del safrà. Una es trobava arrambada a la paret de l'església i la peixateria; l'altra, en un pòrtic de davant. Mercaders de múltiples ciutats catalans -Barcelona, Manresa, Vilafranca del Penedès, Cervera- anaven a la plaça de l'Om per adquirir safrà. Posteriorment, segons Josep Carreras, l'exportaven a la ruta d'Antioquia i Àsia Menor. Entre el 5 d'octubre de 1378 i el primer de març de 1379 es van cobrar a la Vila tributs per valor de 25.000 lliures a Santa Coloma. Les cinc taules esmentades segons referenciades en el capbreu de 1617.
En època contemporània, la plaça de l'Església ha estat pintada per múltiples pintors locals i d'abast nacional, com ara Josep Nogué Massó i Jaume Morera i Galicia.
Entre 1974 i 2002, s'ubicava a la plaça de l'Església un monòlit conegut com a Queixal de la Bruixa.

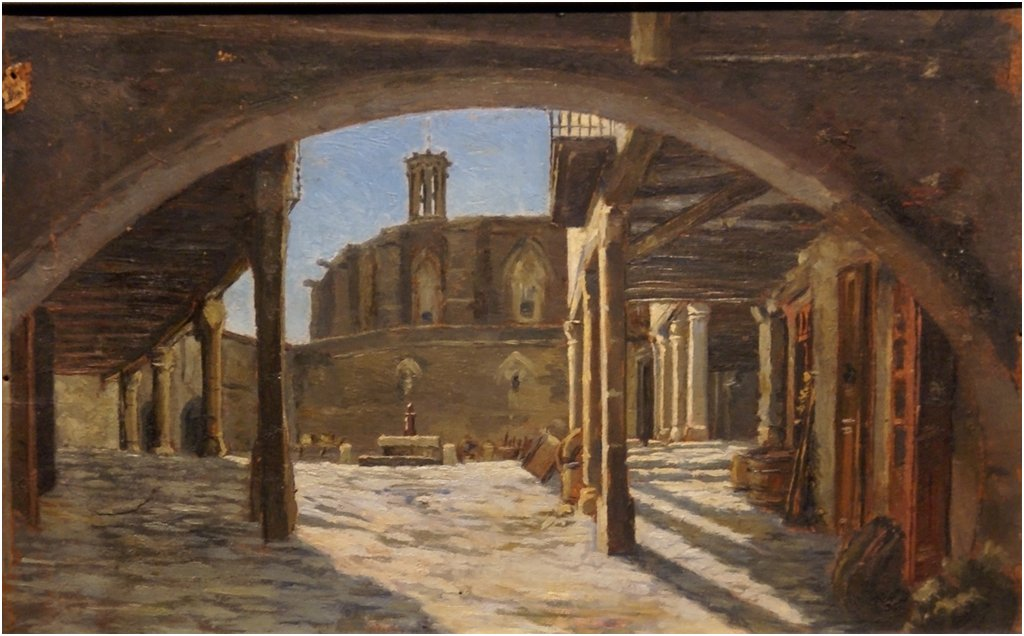
Quadre de Jaume Morera i Galicia